# Dixie National Forest
Dixie National Forest is een bosgebied bij Cedar City in de Amerikaanse staat Utah, ten oosten van de Interstate 15.
Het bosgebied is circa 8.000 km² groot, en het grootste bosgebied in Utah. Het ligt tussen het Great Basin en de rivier de Colorado. Het ligt in Garfield County, Washington County, Iron County, Kane County, Wayne County en Piute County. Het grootste deel (circa 55%) ligt in Garfield County.
Het ligt circa 850 m boven zeeniveau bij St. George tot 3.451 m bij Blue Bell Knoll bij Boulder Mountain. Het bestaat uit het Markagunt Plateau, het Paunsagunt Plateau en het Aquarius Plateau. Er zijn vele meren. Brian Head Peak ligt op 3.446 m. In de zomer kan de temperatuur oplopen tot 38° C bij St. George; in de winter kan de temperatuur op de toppen dalen tot -34° C. Het Dixie Forest Reserve is opgericht op 25 september 1905 door het General Land Office.

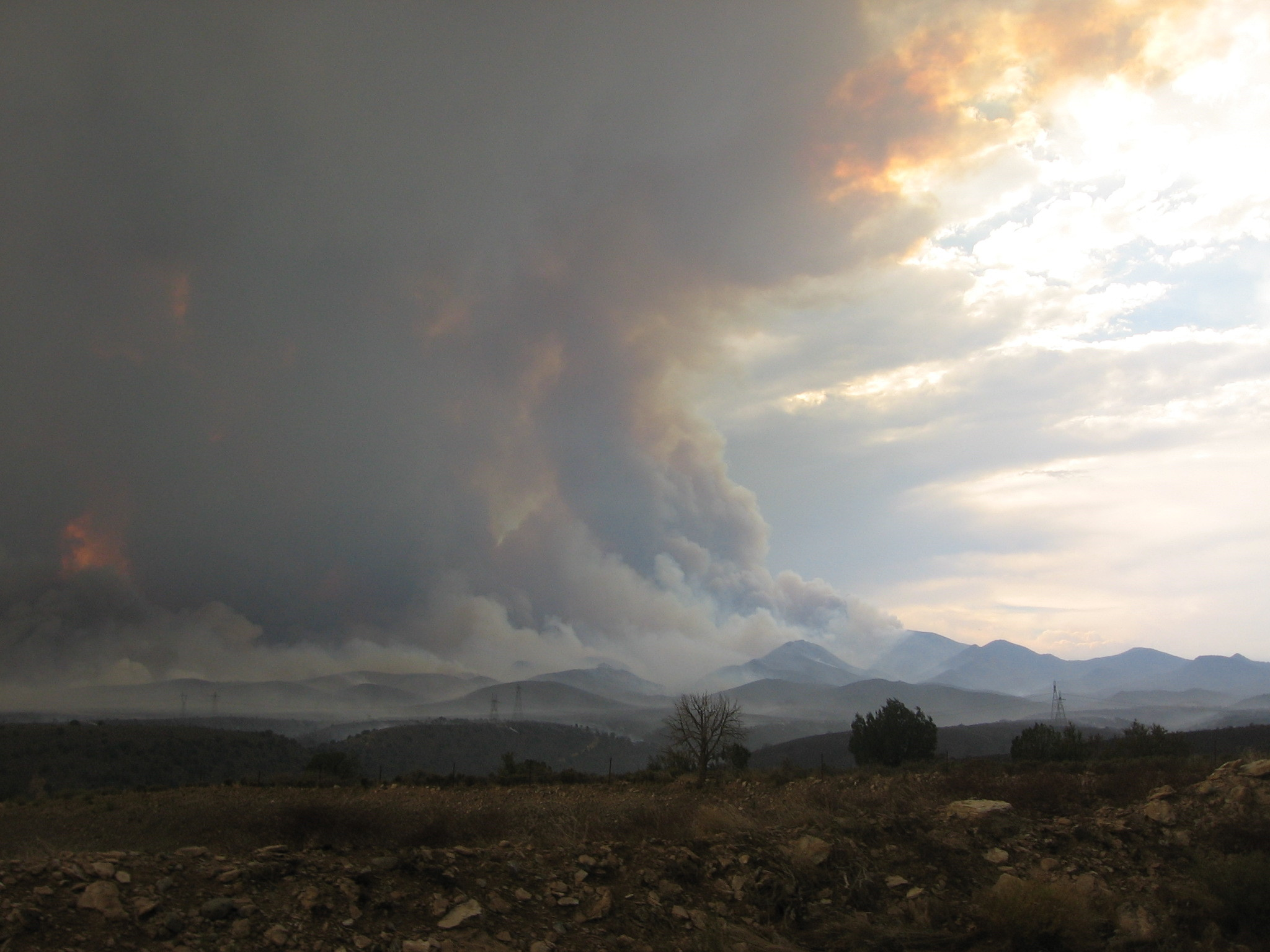
Bull Fire in 2006
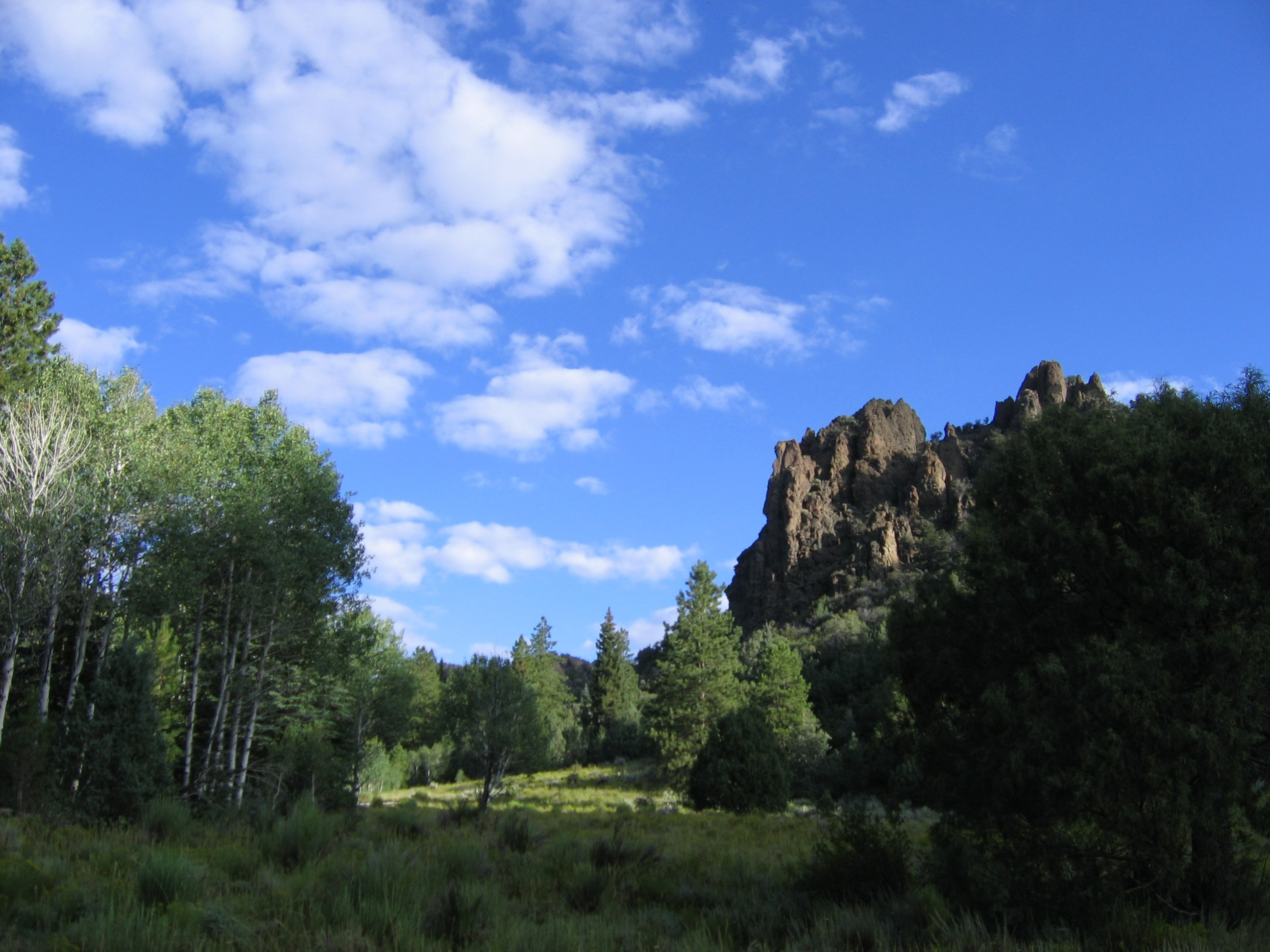
Three Mile Canyon vanaf FS Road 083
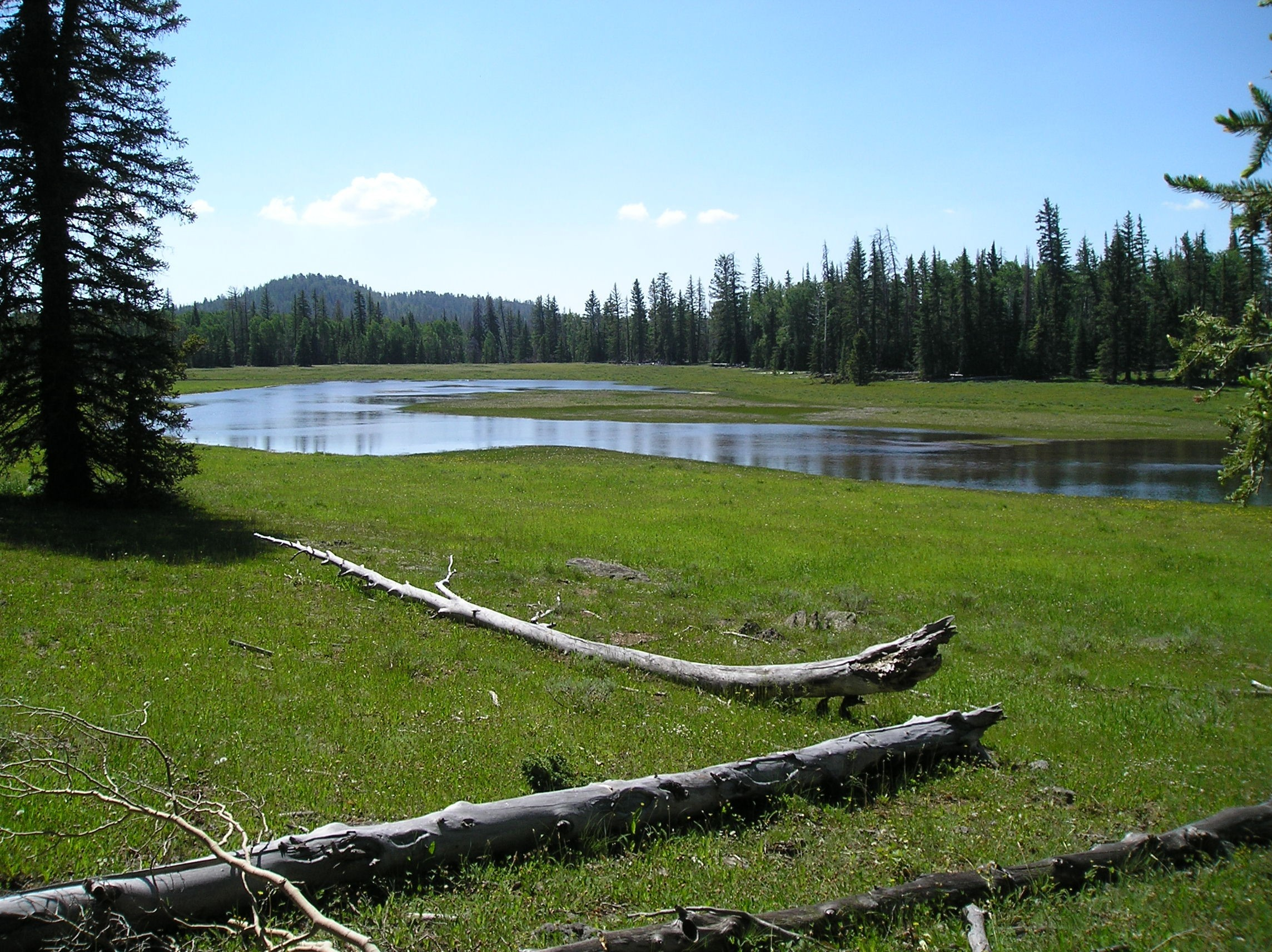
Tippets Valley vanaf FS Road 381
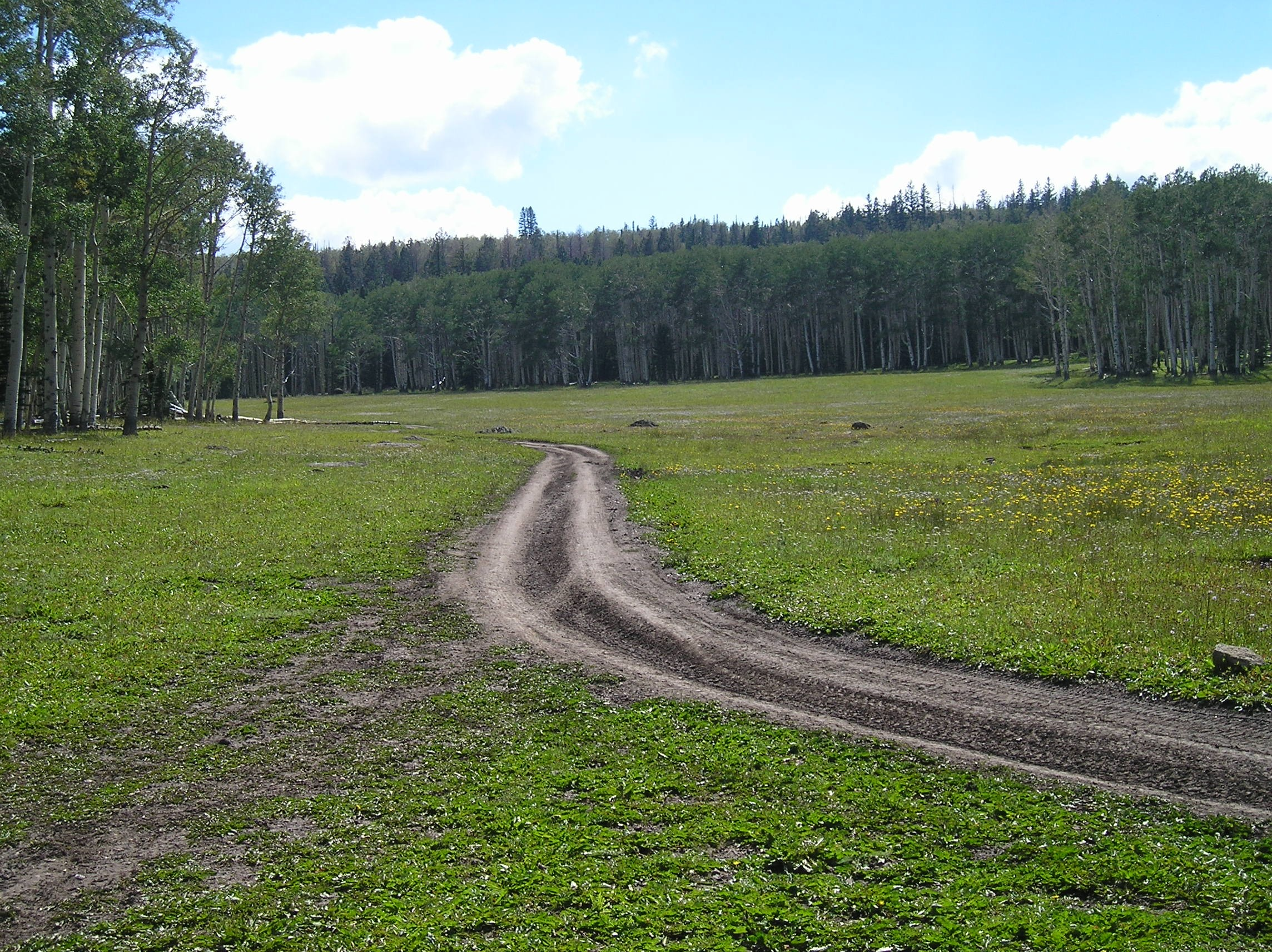
ORV Trail in Reed's Valley vanaf FS Road 381
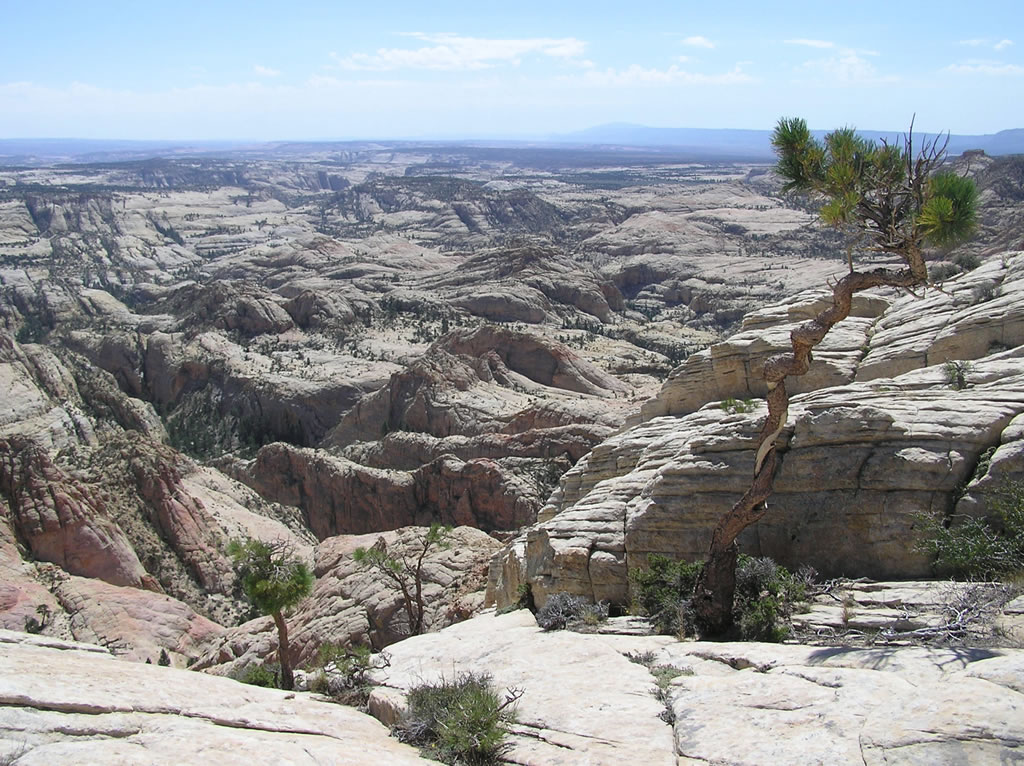
Box-Death Hollow Wilderness
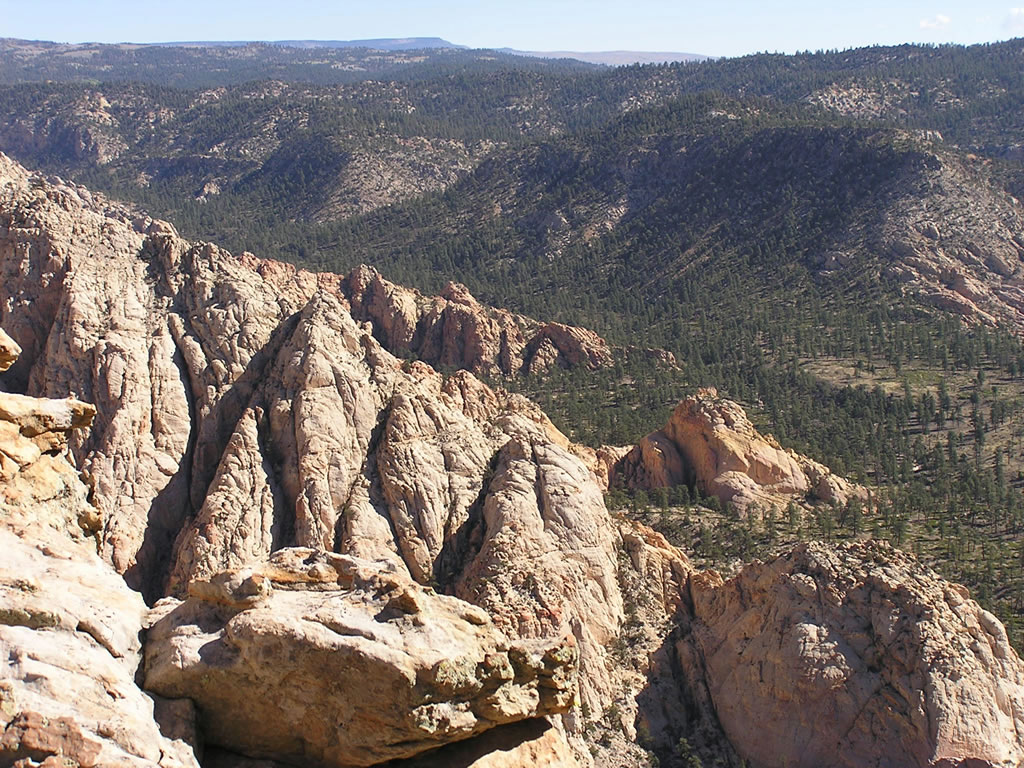
Box-Death Hollow Wilderness
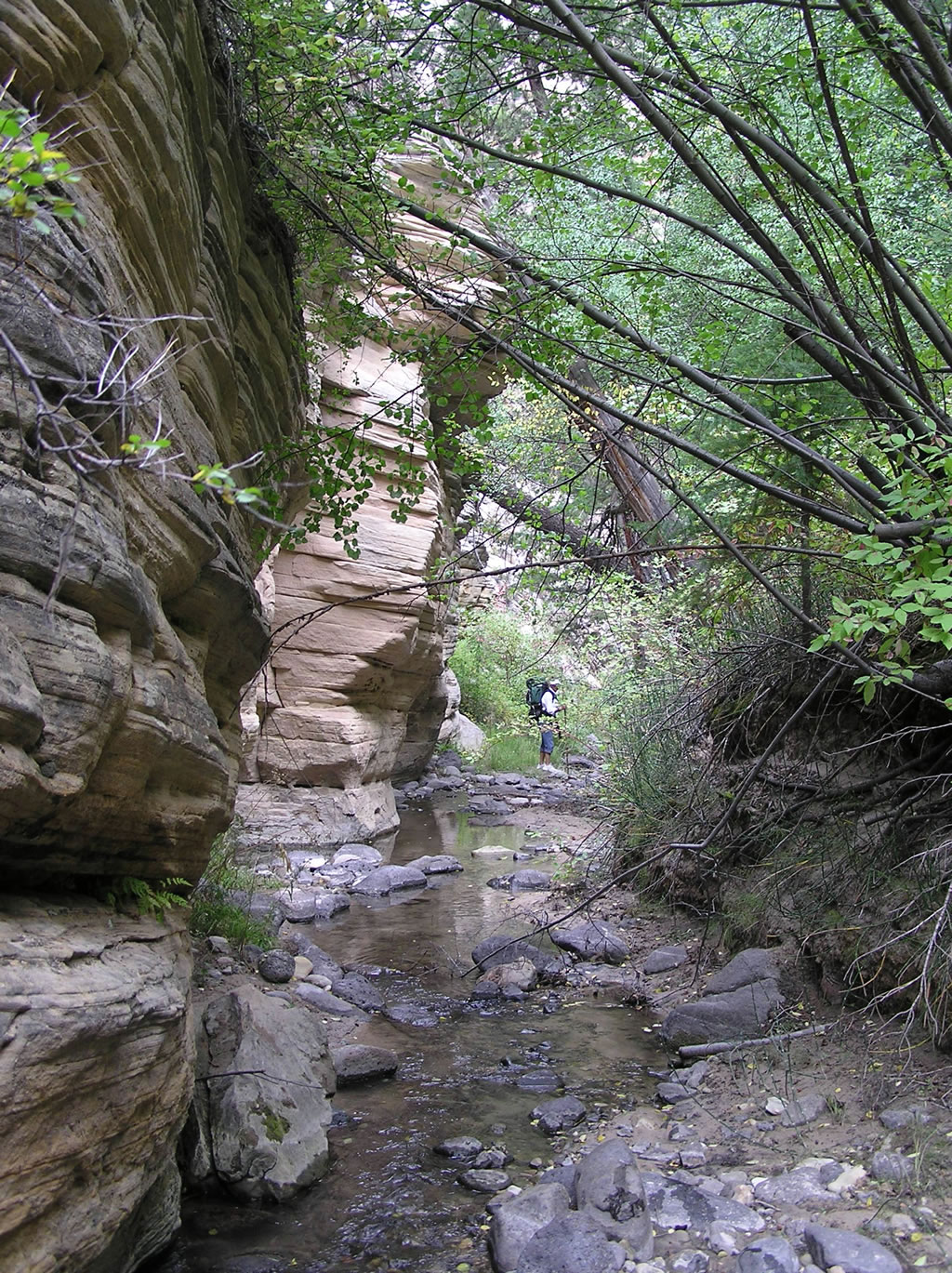
Hiking Sand Creek
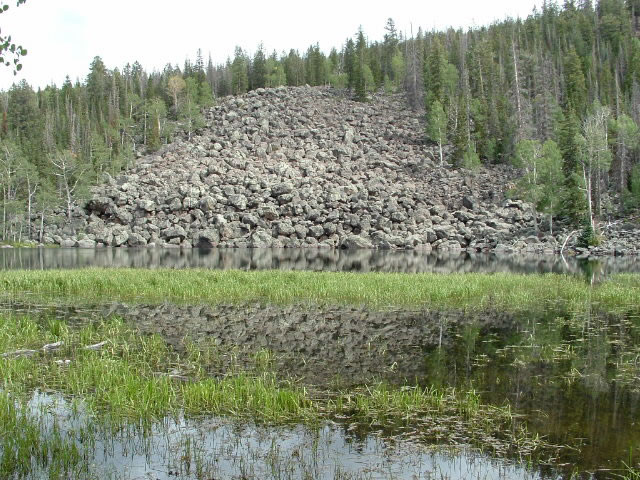
Rockslide